# European Open 2017 - Qualificazioni singolare
Le qualificazioni del singolare dell'European Open 2017 sono state un torneo di tennis preliminare per accedere alla fase finale della manifestazione. I vincitori dell'ultimo turno sono entrati di diritto nel tabellone principale. In caso di ritiro di uno o più giocatori aventi diritto a questi sono subentrati i lucky loser, ossia i giocatori che hanno perso nell'ultimo turno ma che avevano una classifica più alta rispetto agli altri partecipanti che avevano comunque perso nel turno finale.

## Teste di serie
1. Vasek Pospisil (ultimo turno)
2. Nicolas Mahut (primo turno)
3. Quentin Halys (primo turno)
4. Stefanos Tsitsipas (qualificato)

1. Stefano Travaglia (qualificato)
2. Sebastian Ofner (ultimo turno)
3. Bernard Tomić (ultimo turno)
4. Arthur De Greef (primo turno)

## Qualificati
1. Stefano Travaglia
2. Aldin Šetkić

1. Kenny de Schepper
2. Stefanos Tsitsipas

## Tabellone

### Legenda
| - Q = Qualificato - WC = Wild card - LL = Lucky loser | - ALT = Alternate - SE = Special Exempt - PR = Protected Ranking | - w/o = Walkover - r = Ritirato - d = Squalificato |

### Sezione 1
|  | Primo turno | Primo turno       | Primo turno | Primo turno | Primo turno |  |  | Ultimo turno | Ultimo turno      | Ultimo turno | Ultimo turno | Ultimo turno |  |
|  |             |                   |             |             |             |  |  |              |                   |              |              |              |  |
|  | 1           | Vasek Pospisil    | 3           | 7           | 6           |  |  |              |                   |              |              |              |  |
|  |             | Yannick Maden     | 6           | 5           | 0           |  |  | 1            | Vasek Pospisil    | 6            | 3            | 4            |  |
|  | WC          | Kimmer Coppejans  | 6           | 2           | 3           |  |  | 5            | Stefano Travaglia | 3            | 6            | 6            |  |
|  | 5           | Stefano Travaglia | 4           | 6           | 6           |  |  |              |                   |              |              |              |  |

### Sezione 2
|  | Primo turno | Primo turno   | Primo turno   | Primo turno | Primo turno |  |  | Ultimo turno | Ultimo turno  | Ultimo turno  | Ultimo turno | Ultimo turno |  |
|  |             |               |               |             |             |  |  |              |               |               |              |              |  |
|  | 2           | Nicolas Mahut | Nicolas Mahut | 5           | 6(1)        |  |  |              |               |               |              |              |  |
|  |             | Aldin Šetkić  | Aldin Šetkić  | 7           | 7           |  |  |              | Aldin Šetkić  | Aldin Šetkić  | 7            | 7            |  |
|  | Alt         | Gleb Sakharov | Gleb Sakharov | 4           | 4           |  |  | 7            | Bernard Tomić | Bernard Tomić | 63           | 5            |  |
|  | 7           | Bernard Tomić | Bernard Tomić | 6           | 6           |  |  |              |               |               |              |              |  |

### Sezione 3
|  | Primo turno | Primo turno       | Primo turno       | Primo turno | Primo turno |  |  | Ultimo turno | Ultimo turno      | Ultimo turno      | Ultimo turno | Ultimo turno |  |
|  |             |                   |                   |             |             |  |  |              |                   |                   |              |              |  |
|  | 3           | Quentin Halys     | Quentin Halys     | 4           | 2           |  |  |              |                   |                   |              |              |  |
|  |             | Kenny de Schepper | Kenny de Schepper | 6           | 6           |  |  |              | Kenny de Schepper | Kenny de Schepper | 6            | 6            |  |
|  |             | Mathias Bourgue   | Mathias Bourgue   | 7           | 6           |  |  |              | Mathias Bourgue   | Mathias Bourgue   | 4            | 4            |  |
|  | 8           | Arthur De Greef   | Arthur De Greef   | 64          | 3           |  |  |              |                   |                   |              |              |  |

### Sezione 4
|  | Primo turno | Primo turno         | Primo turno         | Primo turno | Primo turno |  |  | Ultimo turno | Ultimo turno       | Ultimo turno | Ultimo turno | Ultimo turno |  |
|  |             |                     |                     |             |             |  |  |              |                    |              |              |              |  |
|  | 4           | Stefanos Tsitsipas  | Stefanos Tsitsipas  | 6           | 6           |  |  |              |                    |              |              |              |  |
|  | WC          | Zizou Bergs         | Zizou Bergs         | 0           | 3           |  |  | 4            | Stefanos Tsitsipas | 67           | 6            | 6            |  |
|  |             | Ramkumar Ramanathan | Ramkumar Ramanathan | 5           | 4           |  |  | 6            | Sebastian Ofner    | 7            | 4            | 4            |  |
|  | 6           | Sebastian Ofner     | Sebastian Ofner     | 7           | 6           |  |  |              |                    |              |              |              |  |